# Trichomalopsis subapterus
Trichomalopsis subapterus är en stekelart som först beskrevs av Riley 1885.  Trichomalopsis subapterus ingår i släktet Trichomalopsis och familjen puppglanssteklar. Inga underarter finns listade i Catalogue of Life.